# 寿阳县
寿阳县是中国山西省晋中市所辖的一个县。总面积为2111平方公里，2020年人口为20万人，县政府驻朝阳镇。

## 方言
寿阳话属晋语并州片方言，有五个声调，其中两个入声调，保留有喉塞音的入声韵尾。

## 行政区划
寿阳县下辖7个镇、7个乡：

朝阳镇、南燕竹镇、宗艾镇、平头镇、松塔镇、西洛镇、尹灵芝镇、平舒乡、解愁乡、温家庄乡、景尚乡和羊头崖乡。

## 人口
根據第七次人口普查數據，截至2020年11月1日零時，壽陽縣常住人口為200352人。

## 交通
- 307国道过境。

## 名胜古迹
- 全国重点文物保护单位3项：普光寺、福田寺、孟家沟龙泉寺
- 山西省文物保护单位10项：松罗院、段王村罗汉寺、平舒崇福寺、圣母五龙行祠、冯家山关帝庙、纂木皇恩寺、武家村关帝庙、东郭义清微观、大落坡反偷袭战旧址、灵嵩寺石窟
- 晋中市文物保护单位1项：寿阳文昌阁
- 寿阳县文物保护单位：多处

## 特产
寿阳豆腐干：中国地理标志产品。
寿阳茶食：中国地理标志产品。
寿阳油柿子：中国地理标志产品。